# Calycanthaceae
Calycanthaceae is een botanische naam, voor een plantenfamilie in de bedektzadigen. Een familie onder deze naam wordt algemeen erkend door systemen voor plantentaxonomie, en zo ook door het APG-systeem (1998) en het APG II-systeem (2003).
Het is een kleine familie van zo'n half dozijn soorten houtige planten. Zoals omschreven door het APG II-systeem (2003) omvat de familie ook Idiospermum australiense, een soort die ook wel geacht wordt de familie Idiospermaceae te vormen.

## Soorten
- Calycanthus L.
- Chimonanthus Lindl.
- Idiospermum S.T.Blake